# ماریل هلر
ماریل هلر (انگلیسی: Marielle Heller؛ زادهٔ ۱ اکتبر ۱۹۷۹) کارگردان، فیلم‌نامه‌نویس و بازیگر آمریکایی است. او از سال ۲۰۰۱ میلادی تاکنون مشغول فعالیت بوده‌است.
از فیلم‌ها یا سریال‌های تلویزیونی که وی در آن نقش داشته‌است می‌توان به کارگردانی خاطرات یک دختر نوجوان (۲۰۱۵)، هرگز می‌توانی مرا ببخشی؟ (۲۰۱۸)، روزی زیبا در محله (۲۰۱۹) و سگ شب (۲۰۲۴) و بازیگری در قدم زدن میان قبرها (۲۰۱۵) و سریال کوتاه گامبی وزیر (۲۰۲۰) اشاره کرد. 